# Randy Piper
Randy Piper, nato William Randall Piper (San Antonio, 13 aprile 1953), è un chitarrista statunitense, noto per essere stato uno dei membri fondatori, insieme a Blackie Lawless, della band heavy metal W.A.S.P. nel 1982.
Abbandonò il gruppo nel 1985 dopo aver prodotto con esso due dischi, l'omonimo W.A.S.P. e The Last Command, sostenendo di sentirsi in un ruolo marginale rispetto a Chris Holmes.
Abbandonata la band si prese un periodo di pausa musicale e poi fondò un suo gruppo, gli Animal, con gli ex W.A.S.P. Chris Holmes, con cui aveva in precedenza fatto pace, e Tony Richards. Il loro album di debutto fu intitolato 900lb Steam.

## Discografia
- W.A.S.P. (1984)
- The Last Command (1985)
- 900lb Steam